# Club Handbol Garbí
Club d'Handbol Garbí (CHG) és un club d'handbol de Palafrugell.
A final dels anys 1970 Josep Maria Mora, un dels mestres del col·legi Prats de la Carrera, va iniciar la pràctica de l'handbol a la vila i va fundar el club el setembre del 1978. En el moment de la seva fundació, el club comptava amb dos equips –un d'infantil i un de cadet- i el seu primer president va ser Cosme Madí. El 17 de gener del 1979 l'Handbol Garbí va inscriure dos equips a la lliga territorial de Girona: un d'infantil i un de cadets i el dia 3 de febrer del 1979 es va produir el debut del club en competició oficial amb els partits contra l'Sport Lloret.
Des del 2003 organitza juntament amb el Patronat Municipal d'Esports de Palafrugell, un torneig juvenil d'handbol on participen els equips més destacats d'aquest esport a nivell estatal. En les primeres set edicions sempre hi guanyà el FC Barcelona. A l'edició de 2010, el Barça no hi participà, però si ho va fer la selecció catalana, que va guanyar a la final al Bordils per 28-19. La temporada 2011-2012 va rebre la distinció com a millor entitat esportiva de la temporada a la 28a edició de la Festa de l'Esport organitzada per l'Institut Municipal d'Esports de Palafrugell.
El 2 de juny 2019 el primer equip masculí del club, en l'any del quarantè aniversari, va consumar l'ascens a la Lliga Catalana en un partit disputat al pavelló municipal.
Al final de la temporada 2022/2023 l'equip SÈNIOR FEMENÍ va aconseguir l'ascens a LLIGA CATALANA , la màxima categoria catalana.
Actualment el Club té equips femenins i masculins a totes les categories, així com la paritat de fitxes.
Durant la temporada 23/24 l'equip sènior masculí del Club, i que participava a la LLiga Catalana, es va classificar, per primera vegada a la seva història, per disputar les Fases d'Ascens a 1a Nacional. Les fases es van disputar els dies 10, 11 i 12 de maig de 2024. Els equips que participaven a aquestes fases, van ser, l'Oscatech Huesca, F Agustinos de Alicante, La Salle Maravillas de Madrid i el CH Garbí de Palafrugell. Després d'arribar a l'últim partit de les fases, que el jugaven La Salle Maravillas i el CH Garbí, amb possibilitats de pujar, la victòria del Maravillas d'aquesta final, ho va impedir, essent el club de Madrid el que va pujar a Nacional. Va ser un esdeveniment increïble, amb plè del Garbí Arena dels 3 dies, i amb la nostra afició sempre animant incansablement el nostre equip.

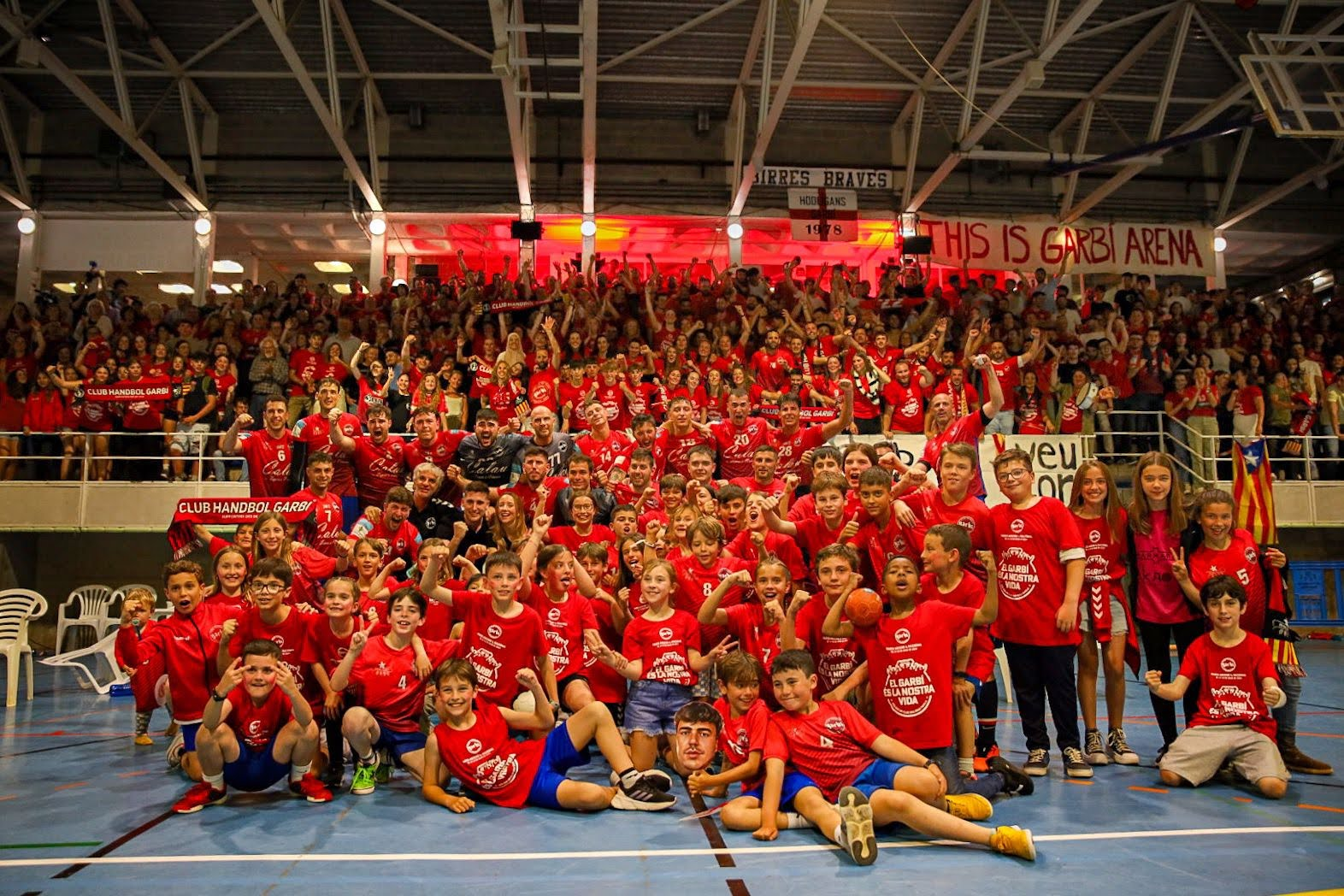
Cel.lebració victòria partit fases ascens 1a Nacional contra l'Oscatech Huesca